# 大花地不容
大花地不容（学名：Stephania macrantha）是防已科千金藤属的植物，是中国的特有植物。分布于中国大陆的云南等地，生长于海拔1,400米的地区，多生于石山灌丛中，目前尚未由人工引种栽培。

## 别名
老人头（云南漾濞）